# Didemnum transparentum
Didemnum transparentum är en sjöpungsart som beskrevs av Romanov 1977. Didemnum transparentum ingår i släktet Didemnum och familjen Didemnidae. Inga underarter finns listade i Catalogue of Life.